# Feldhandball-Weltmeisterschaft der Männer
Die Feldhandball-Weltmeisterschaft der Männer war ein Feldhandballturnier für Nationalmannschaften, das im Jahr 1938 von der Internationalen Amateur-Handball-Federation (IAHF) und von 1948 bis 1966 von der Internationalen Handballföderation (IHF) insgesamt siebenmal organisiert wurde. Nach dem Ende des Zweiten Weltkriegs fand das Turnier in unregelmäßigen Abständen, meist alle drei oder vier Jahre statt. 

## Die Turniere im Überblick
| Jahr | Austragungsland | Weltmeister                   | Ergebnis                      | Vize-Weltmeister              | Dritter                       |
| ---- | --------------- | ----------------------------- | ----------------------------- | ----------------------------- | ----------------------------- |
| 1938 | Deutschland     | Deutschland                   | 23:0                          | Schweiz                       | Ungarn                        |
| 1940 | Verschiedene    | Geplant nach Davis-Cup-Formel | Geplant nach Davis-Cup-Formel | Geplant nach Davis-Cup-Formel | Geplant nach Davis-Cup-Formel |
| 1942 | Verschiedene    | Geplant nach Davis-Cup-Formel | Geplant nach Davis-Cup-Formel | Geplant nach Davis-Cup-Formel | Geplant nach Davis-Cup-Formel |
| 1948 | Frankreich      | Schweden                      | 11:4                          | Dänemark                      | Schweiz                       |
| 1952 | Schweiz         | BR Deutschland                | 19:8                          | Schweden                      | Schweiz                       |
| 1955 | BR Deutschland  | BR Deutschland                | 25:13                         | Schweiz                       | Tschechoslowakei              |
| 1959 | Österreich      | Deutschland 1                 | 14:11                         | Rumänien                      | Schweden                      |
| 1963 | Schweiz         | DDR                           | 14:7                          | BR Deutschland                | Schweiz                       |
| 1966 | Österreich      | BR Deutschland                | kein Endspiel 2               | DDR                           | Österreich                    |

## Medaillenspiegel
| Rang | Land                                             | Goldmedaillen | Silbermedaillen | Bronzemedaillen | Gesamt    |
| ---- | ------------------------------------------------ | ------------- | --------------- | --------------- | --------- |
| 1    | / Deutschland (davon BR Deutschland) (davon DDR) | 6 (3) (1)     | 2 (1)           | - (-)           | 8 (4) (2) |
| 2    | Schweden                                         | 1             | 1               | 1               | 3         |
| 3    | Schweiz                                          | -             | 2               | 3               | 5         |
| 4    | Dänemark                                         | -             | 1               | -               | 1         |
| 4    | Rumänien                                         | -             | 1               | -               | 1         |
| 6    | Ungarn                                           | -             | -               | 1               | 1         |
| 6    | Tschechoslowakei                                 | -             | -               | 1               | 1         |
| 6    | Österreich                                       | -             | -               | 1               | 1         |

## Ewige Tabelle
Die Ewige Tabelle der Feldhandball-Weltmeisterschaften der Männer ist eine statistische Auflistung aller Spiele der Feldhandball-Weltmeisterschaft der Männer bei ihren sieben Austragungen zwischen 1938 und 1966 auf. Der Berechnung liegt die Zwei-Punkte-Regel zu Grunde (zwei Punkte für einen Sieg, einen Punkt für ein Unentschieden).
Die Tabelle ist nach der Anzahl der gewonnenen Punkte vorsortiert. Erstplatzierter ist die deutsche Nationalmannschaft, gefolgt von der Schweiz und Schweden. Die Schweiz nahm als einzige Mannschaft an allen Weltmeisterschaften (1938, 1948, 1952, 1955, 1959, 1963 und 1966) teil und hat mehr Spiele absolviert als jede andere Mannschaft. Nach Spielausgängen führen Deutschland (meiste Siege und Unentschieden sowie meiste erzielte Tore), die Deutsche Demokratische Republik, Frankreich, Österreich (alle meiste Unentschieden) und die Niederlande (meiste Niederlagen sowie höchste Anzahl an Gegentreffern). Die Mannschaft der Deutschen Demokratischen Republik verlor keines ihrer neun WM-Spiele, während Luxemburg bei vier Teilnahmen und insgesamt sechs Spielen keinen Punkterfolg feiern konnte.
| Rang | Mannschaft       | Teilnahmen | Spiele | S  | U | N  | Tore | Gegentore | Punkte |
| ---- | ---------------- | ---------- | ------ | -- | - | -- | ---- | --------- | ------ |
| 01.  | Deutschland      | 6          | 27     | 25 | 1 | 01 | 538  | 215       | 51     |
| 02.  | Schweiz          | 7          | 30     | 19 | 0 | 11 | 364  | 312       | 38     |
| 03.  | Schweden         | 5          | 22     | 15 | 0 | 07 | 261  | 160       | 30     |
| 04.  | Österreich       | 6          | 26     | 12 | 1 | 13 | 329  | 369       | 25     |
| 05.  | DDR              | 2          | 09     | 08 | 1 | 0  | 161  | 084       | 17     |
| 06.  | Tschechoslowakei | 2          | 09     | 07 | 0 | 02 | 092  | 082       | 14     |
| 07.  | Rumänien         | 2          | 07     | 05 | 0 | 02 | 091  | 071       | 10     |
| 08.  | Dänemark         | 5          | 16     | 05 | 0 | 11 | 152  | 191       | 10     |
| 09.  | Polen            | 5          | 14     | 05 | 0 | 09 | 143  | 184       | 10     |
| 10.  | Niederlande      | 6          | 23     | 05 | 0 | 18 | 209  | 350       | 10     |
| 11.  | Frankreich       | 3          | 13     | 04 | 1 | 08 | 121  | 150       | 09     |
| 12.  | Saarland         | 2          | 09     | 04 | 0 | 05 | 103  | 095       | 08     |
| 13.  | Jugoslawien      | 2          | 07     | 04 | 0 | 03 | 078  | 074       | 08     |
| 14.  | Ungarn           | 4          | 09     | 03 | 0 | 06 | 080  | 091       | 06     |
| 15.  | Portugal         | 2          | 03     | 01 | 0 | 02 | 021  | 020       | 02     |
| 16.  | Israel           | 1          | 04     | 01 | 0 | 03 | 037  | 061       | 02     |
| 17.  | Finnland         | 2          | 03     | 01 | 0 | 02 | 018  | 049       | 02     |
| 18.  | Spanien          | 2          | 04     | 0  | 0 | 04 | 029  | 058       | 0      |
| 19.  | Belgien          | 3          | 04     | 0  | 0 | 04 | 027  | 060       | 0      |
| 20.  | Norwegen         | 2          | 03     | 0  | 0 | 03 | 012  | 048       | 0      |
| 21.  | USA              | 1          | 04     | 0  | 0 | 04 | 020  | 067       | 0      |
| 22.  | Luxemburg        | 4          | 06     | 0  | 0 | 06 | 020  | 125       | 0      |